# Майтобе (станційне селище)
Майтобе́ (каз. Майтөбе) — станційне селище у складі Кербулацького району Жетисуської області Казахстану. Входить до складу Сариозецького сільського округу.
У радянські часи селище називалось Май-Тобе.
Населення — 16 осіб (2021; 27 у 2009, 31 у 1999, 23 у 1989).